# Фестиваль национальных видов спорта и игр государств — участников СНГ
I Фестиваль национальных видов спорта и игр государств-участников СНГ с 11 по 16 августа 2017 года прошёл в Ульяновске (Ульяновская область).

## История
Право проведения Первого Фестиваля получено Ульяновской областью в 2016 году во время заседания Рабочей группы министров спорта в г. Габала (Азербайджан). Российскую делегацию представляли заместитель Министра спорта Павел Колобков и Министр физической культуры и спорта Ульяновской области Сергей Кузьмин. Во многом данное решение было продиктовано успешным опытом проведения первого и второго Всероссийских Фестивалей национальных видов спорта, состоявшихся в Ульяновске в 2014 и 2015 годах. Фестиваль открылся 11 июня 2017 года на площадке Дворца Волга-спорт-арена праздничным шоу, подготовленным Ильей Авербухом. Всего в Фестивале приняло участие 9 стран, а также сборная команда Ульяновской области. Сборная России в неофициальном зачете заняла первое место, второе Казахстан, третье-Кыргызстан. Всего было разыграно 160 комплектов медалей в 10 видах спорта.

## Организаторы
- Минспорт РоссииСимвол I Фестиваля стран СНГ (Ульяновск, 2017)
- Межгосударственный фонд гуманитарного сотрудничества государств — участников СНГ
- Правительство Ульяновской области
- Министерство физической культуры и спорта Ульяновской области
- Дирекция спортивно-массовых мероприятий Ульяновской области

## Команды-участницы
В Фестивале приняли участие команды из 9 государств-участников СНГ.Логотип I Игр стран СНГ (Ульяновск, 2017) I Фестиваль национальных видов спорта и игр государств – участников СНГ
Фестиваль СНГ (с 11 по 16 августа):
- Россия
- Белоруссия
- Казахстан
- Армения
- Киргизия
- Молдавия
- Туркменистан
- Таджикистан
- Узбекистан
- Азербайджан

## Регламент Фестиваля
На Фестиваль в Ульяновск приехали 9 команд стран-участниц Содружества Независимых Государств, что составило около тысячи спортсменов по 10 видам спорта.
Ульяновская область вышла с предложением провести Церемонию открытия Фестиваля, как отдельное шоу. 11 февраля Ульяновскую область посетил продюсер Илья Авербух и презентовал свою концепцию церемонии открытия международного спортивного события. Он был постановщиком Церемонии открытия чемпионата мира по хоккею с мячом в Ульяновске в 2016 году.

## Спортивные объекты
В соревнованиях будут задействованы пять спортивных объектов (ФОК «Лидер», городской ипподром, стадион «Симбирск», СК «Торпедо»). Центральной площадкой станет Дворец спорта «Волга-Спорт-Арена», на котором будут сконцентрированы восемь видов спорта, что сделает удобным просмотр состязаний спортсменов для многочисленных зрителей и упростит транспортную логистику мероприятия.

## Талисман
Талисманом Фестиваля выбрана жар-птица. Командный зачет будет награжден уникальным «Пером Жар-птицы» — символом Фестиваля, выполненного из уникального природного материала, добываемого только в Ульяновской области — Симбирцитом, инкрустированного драгоценными камнями.

## Спортивная программа
Спортивная программа игр состоит из 10 основных видов спорта:
- самбо
- перетягивание каната
- мас-рестлинг
- городошный спорт
- борьба на поясах
- лапта
- хоккей с мячом (мини)
- гиревой спорт
- шахматы
- стрельба из лука
показательные виды спорта:
- казачье многоборье
- бега русских троек
— северное многоборье, якутские национальные прыжки, хапсагай
— борьба хуреш
— национальные виды спорта государств-участников СНГ.
На Фестивале планируется разыграть 73 комплекта медалей.

## Открытие
Церемония открытия состоялась на манеже «Волга-Спорт-Арена». Грандиозное шоу со зрелищными номерами открыли министр спорта РФ Колобков, Павел Анатольевич, губернатор Морозов, Сергей Иванович. Ведущими церемонии были Илья Авербух и Диана Ковела. На открытие выступили Юлианна Караулова и Дима Билан.

## Награды
- Фестиваль национальных видов спорта и игр государств-участников СНГ в Ульяновской области получил гран-при Национальной премии в области событийного туризма Russian Event Awards 2016[10][11]
- Признан лучшим туристическим событием в России в области спорта[12].

## В филателии
- В 2017 году Министерство связи России выпустило ХМК — «2017. Россия. Ульяновск. I Фестиваль национальных видов спорта и игр государств СНГ . 11 — 16 августа 2017 г.»[13].